# Suat Günsel

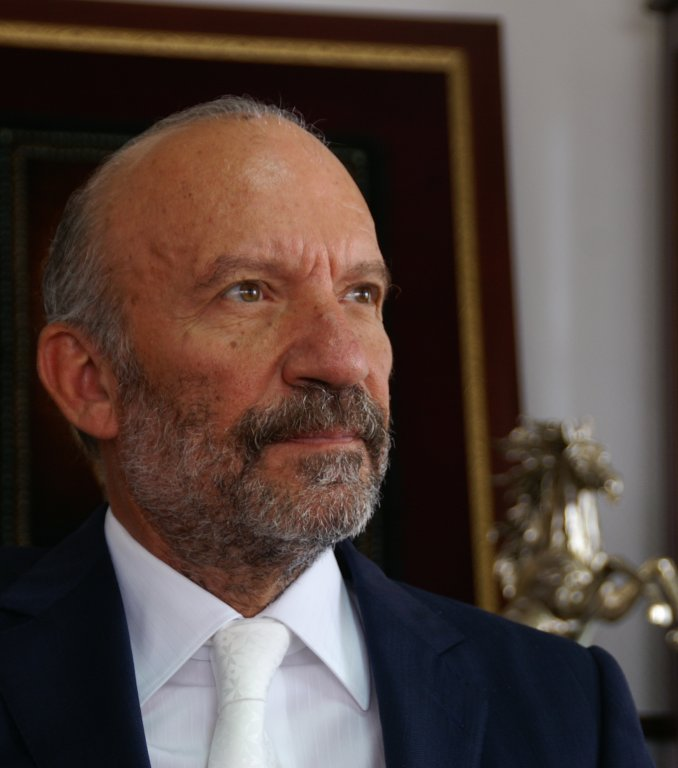
Suat Günsel, 2014

Suat Günsel (* 3. August 1952 in Paphos) ist ein zyperntürkischer Unternehmer und Gründer der Universität des Nahen Ostens in Nord-Nikosia.
Nach Angaben des Forbes Magazins gehört Günsel zu den reichsten Zyprioten. Er ist verheiratet, hat drei Kinder und wohnt in Nord-Nikosia.